# Światowy Dzień Grafika
Światowy Dzień Grafika, ang. World Graphics Day – coroczne święto obchodzone 27 kwietnia, od 1995, w rocznicę powstania Międzynarodowej Rady Stowarzyszeń Grafików Projektantów (Icograda).
Jest to święto zawodu grafika i grafika komputerowego, oraz rysunku graficznego (m.in. grafiki użytkowej, wizerunku firmy), oraz komunikacji wizualnej,  (dotyczących środków masowego przekazu i komunikacji społecznej).
Obchody święta mają na celu uznanie pracy grafika, projektowania komunikacji i informacji oraz uświadomienie ich roli w świecie. Projektanci mają nadzieję, że internet może przyczynić się do lepszego porozumienia między ludźmi i przyczynić się do budowania mostów, gdzie istnieją nierówności i podziały.